# Stefania Salvemini
Stefania Salvemini (San Giovanni Rotondo, 24 ottobre 1966) è un'ex cestista italiana.

## Carriera
Ha disputato un incontro con l'Italia alle Olimpiadi di Barcellona, segnando 2 punti.